# Ieva Zasimauskaitė
Ieva Zasimauskaitė (Kaunas, 2 juli 1993) is een Litouwse zangeres.

## Biografie
Zasimauskaitė raakte bekend in eigen land door in 2012 de finale van The Voice te behalen. Begin 2018 nam ze deel aan de Litouwse preselectie voor het Eurovisiesongfestival. Met het nummer When we're old won ze de finale, waardoor ze haar vaderland mocht vertegenwoordigen op het Eurovisiesongfestival 2018, dat gehouden werd in de Portugese hoofdstad Lissabon. Ze eindigde op een 12de plaats.
Ze was tot 2020 getrouwd met basketbalcoach Marius Kiltinavičius.
1994: Ovidijus Vyšniauskas · 
1999: Aistė Smilgevičiūtė · 
2001: Skamp · 
2002: Aivaras · 
2004: Linas & Simona · 
2005: Laura & The Lovers · 
2006: LT United · 
2007: 4Fun · 
2008: Jeronimas Milius · 
2009: Sasha Son · 
2010: InCulto · 
2011: Evelina Sašenko · 
2012: Donny Montell · 
2013: Andrius Pojavis · 
2014: Vilija Matačiūnaitė · 
2015: Monika Linkytė & Vaidas Baumila · 
2016: Donny Montell · 
2017: Fusedmarc · 
2018: Ieva Zasimauskaitė · 
2019: Jurijus Veklenko · 
2021: The Roop · 
2022: Monika Liu · 
2023: Monika Linkytė · 
2024: Silvester Belt · 
2025: Katarsis